# Тенгнагель, Ян
Ян Тенгнагель (нидерл. Jan Tengnagel; 9 сентября 1584, Амстердам — 23 марта 1635, Амстердам) — голландский живописец, рисовальщик и гравёр Золотого века искусства Голландии. Наряду с Питером Ластманом, Николасом Муйартом, Яном Симонсом Пейнасом, Леонардом Брамером считается художником-прерембрандтистом — предшественником великого Рембрандта.

## Биография
Ян Тенгнагель происходил из семьи торговцев старинного дворянского рода Ганснеб (Gansneb) по имени Тенгнагель из Гелдерланда, был крещён в голландской реформатской «Старой церкви» (Ауде Керк) в Амстердаме 9 сентября 1584 года. По материнской линии он был дальним родственником Питера Пауля Рубенса и поэта Ремера Висхера (1547—1620). Обучался живописи, вероятно, у художника Франса Баденса. Летом 1608 года предпринял путешествие в Италию, жил и работал в Риме.
В 1611 году Ян Тенгнагель женился на католичке, принявшей кальвинизм Мейнсие Симонсдр Пейнас (Meijnsje Simonsdr Pynas, 1591—1643) в «Новой церкви» в Амстердаме, сестре художников Яна и Якоба Симонса Пейнасов. Их сын Маттеус Ганснеб Тенгнагель (1613—1652) стал выдающимся амстердамским поэтом и драматургом. Второй сын, Ян Ганснеб Тенгнагель, был бейлифом (судебным исполнителем) Нардена (северная Голландия) и написал трагедию о разрушении этого города в 1572 году. Третий, младший сын, Симон, стал проповедником.
В 1612 году служил сержантом в гражданской гильдии лучников, а с 1616 по 1618 год был деканом Гильдии Святого Луки в Амстердаме. Тенгнагель приобрёл известность опытного живописца исторического жанра и стал одним из самых уважаемых граждан города. С 1625 года и до своей смерти он занимал должность заместителя начальника милиции города Амстердама. Его годовая зарплата составляла 800 гульденов. Однако после 1619 года Тенгнагель как художник упоминается в нотариальных актах только один раз. Примерно с 1625 года Тенгнагель перестал писать, очевидно, чтобы полностью посвятить себя общественной деятельности. Его последняя работа — «Плачущий Гераклит и смеющийся Демокрит» датируется 1624 годом, но её местонахождение неизвестно. В 1629 году Ян Тенгнагель приобрёл большое здание на Херенграхте, где прожил до своей смерти.
Ян Тенгнагель умер в 1635 году и был похоронен 23 марта в Новой церкви в Амстердаме.
До нашего времени сохранилось крайне мало работ Тенгнагеля, его наследие насчитывает не более двадцати картин, из которых известно только несколько, в том числе в Лувре в Париже и в Национальной галерее в Вашингтоне (США). Дом-музей Рембрандта в Амстердаме — единственный музей в мире, где в постоянной экспозиции находится большое количество произведений прерембрандтистов. В Рейксмюсеуме в Амстердаме имеются две работы Тенгнагеля: «Вертумн и Помона» (1617) и «Групповой портрет семнадцати стрелков Хандбоогдолена за едой под предводительством капитана Герта Диркса ван Бёнингена и лейтенанта Питера Мартенса Хёффайзера, Амстердам, 1613 год».

## Галерея

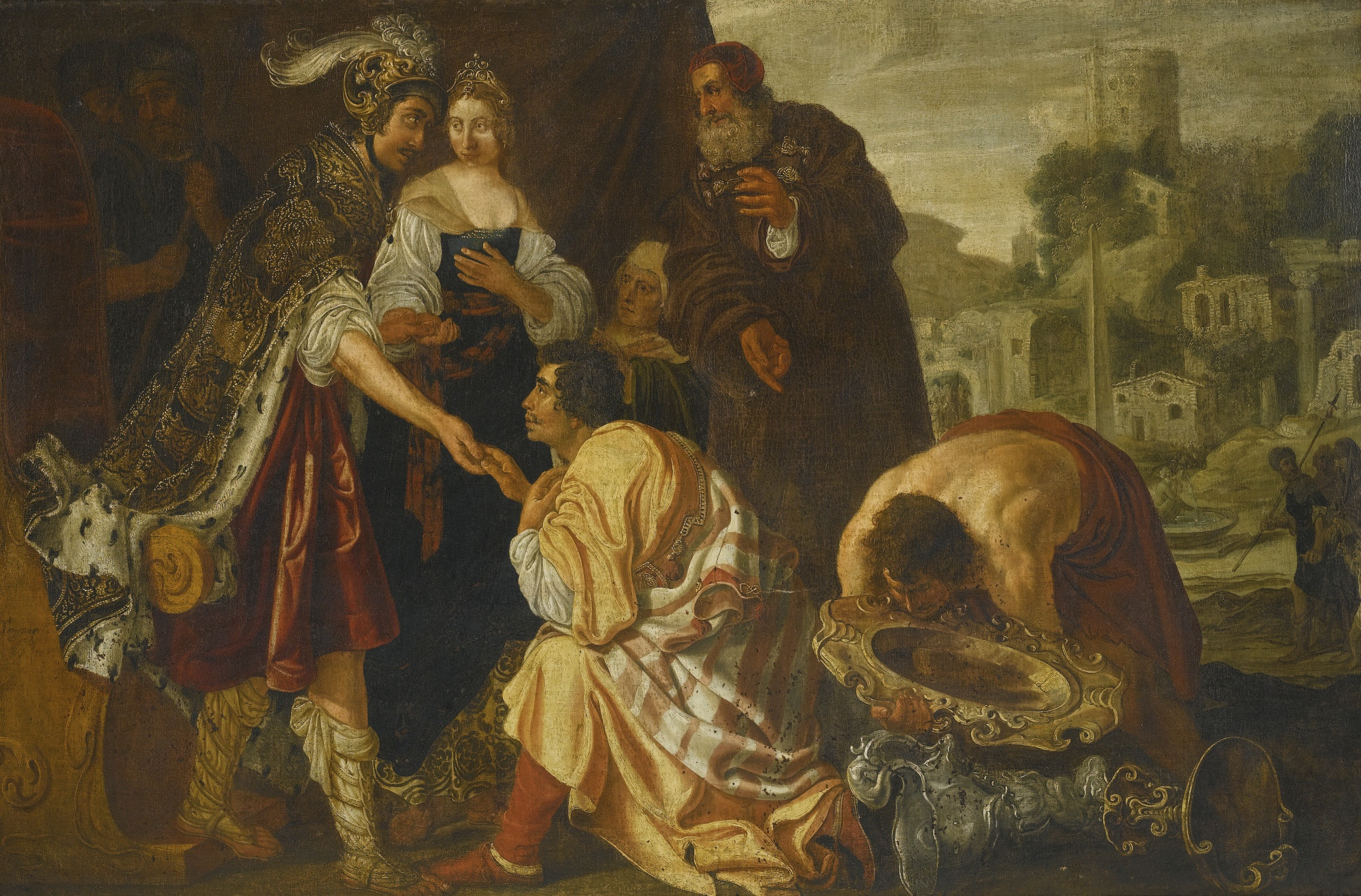
Великодушие Сципиона. Между 1614 и 1619. Дерево, масло. Частное собрание
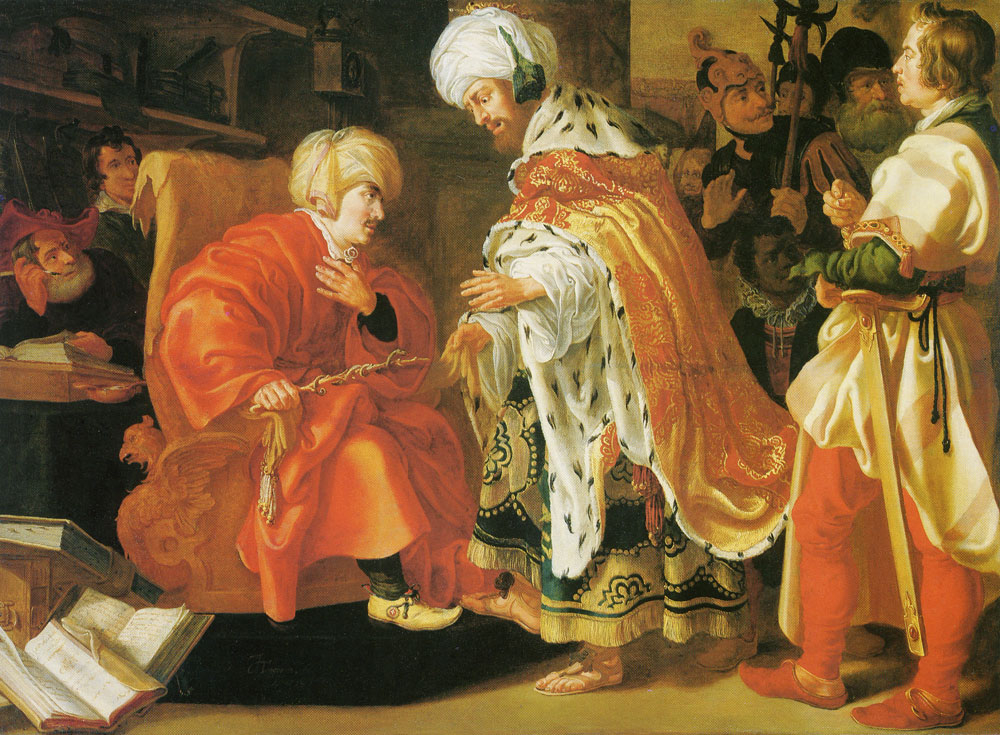
Суд Камбиса. 1619. Холст, масло. Частное собрание
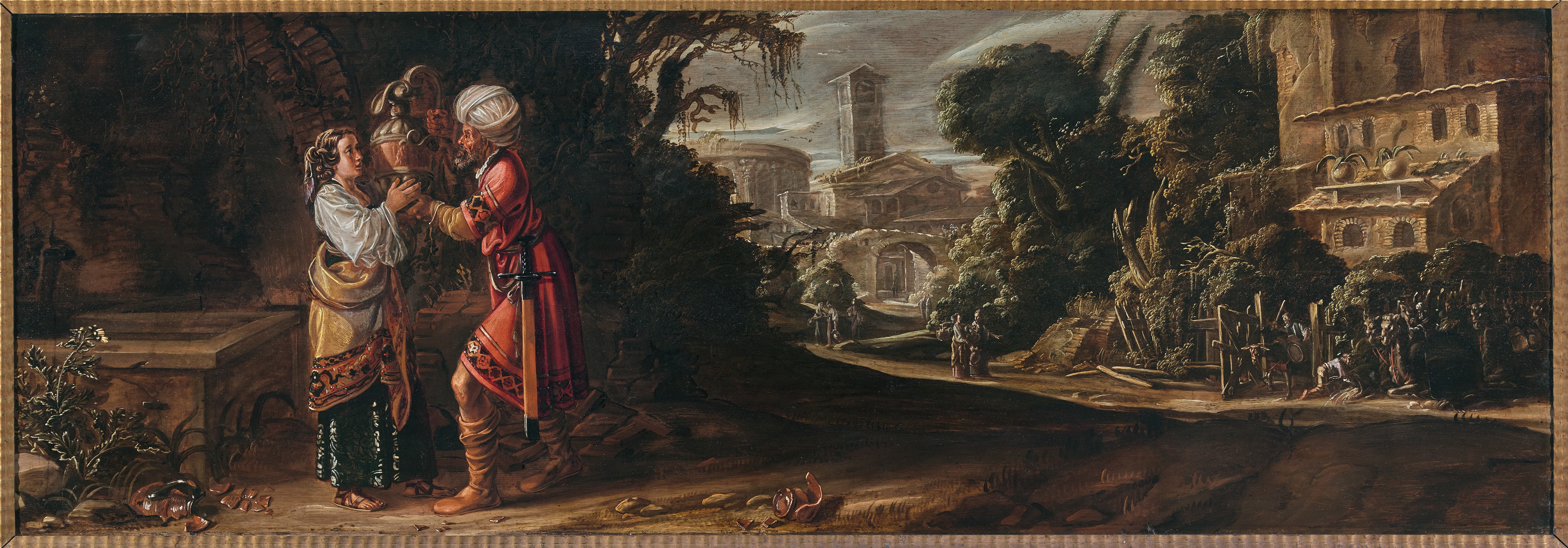
Ревекка и Элизиер у колодца. 1612. Дерево, масло. Частное собрание
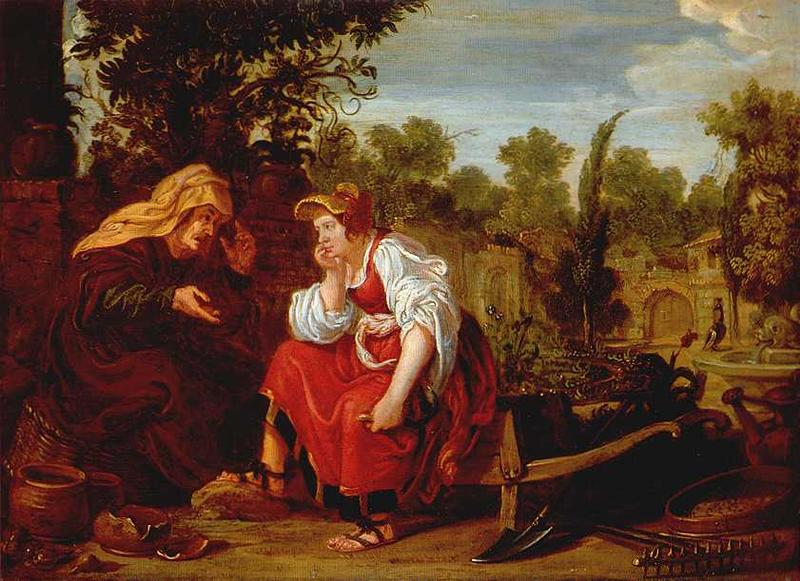
Вертумн и Помона. 1617. Холст, масло. Дом-музей Рембрандта, Амстердам
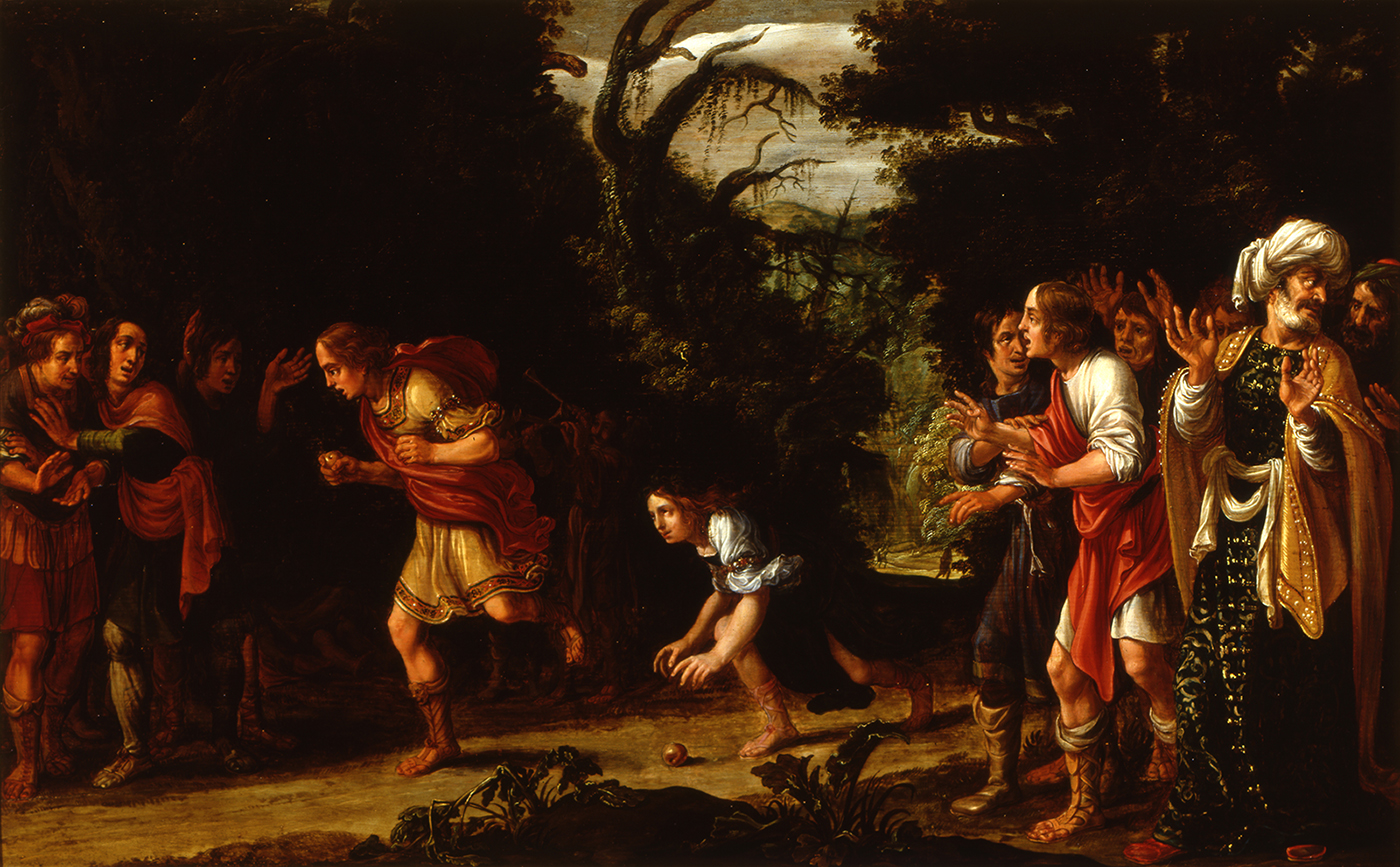
Соревнование Аталанты и Гиппомена. 1610. Дерево, масло. Исторический музей, Амстердам
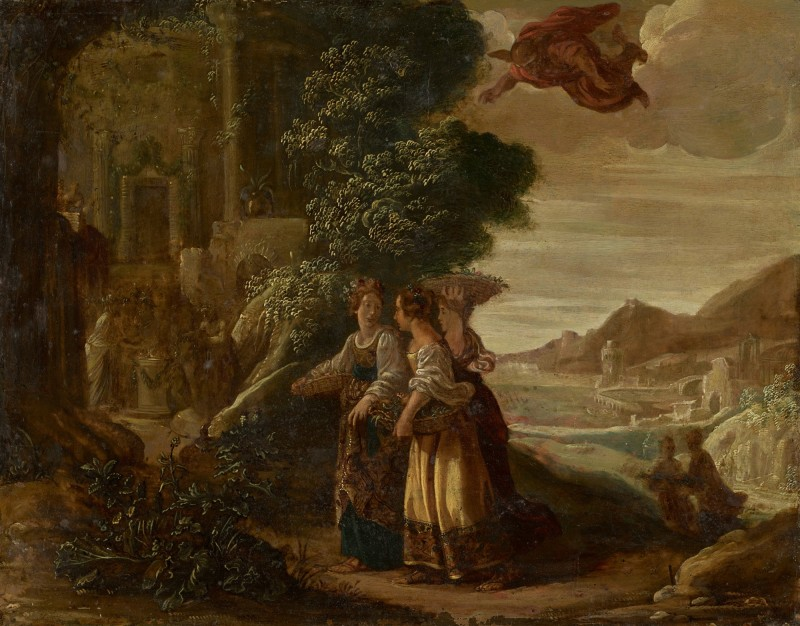
Mеркурий и Герса. 1610-е. Медь, масло. Частное собрание